# Çayhisar, Köyceğiz
Çayhisar là một xã thuộc huyện Köyceğiz, tỉnh Muğla, Thổ Nhĩ Kỳ. Dân số thời điểm năm 2011 là 592 người.